# Jean Bazaine
Jean René Bazaine (Parigi, 21 dicembre 1904 – Clamart, 4 marzo 2001) è stato un pittore francese, protagonista dell'astrattismo francese e del Tachisme.

## Biografia
Jean René Bazaine effettuò studi classici laureandosi in lettere, prima di iscriversi alla scuola di belle arti per approfondire le sue conoscenze sulla scultura.
Dal 1924, dopo aver studiato all'Académie Julian, decise di dedicarsi alla pittura.
Ha formato un sodalizio artistico com gli scultori Juana Muller, Étienne Martin e François Stahly e con i pittori Alfred Manessier, Jean Bertholle e Jean Le Moal. A questo primo gruppo si aggiunsero, in un secondo tempo, Étienne Hajdu e Simone Boisecq, Eudaldo, artista cileno quest'ultimo di cui non rimarrebbe che un semplice nome se non fosse per il documentario francese a lui dedicato, J'ai rendez vous avec un arbre (2022) di Benjamin Delattre, frutto di una documentata ricerca e condiviso nel web da Arte
La prima mostra nel 1932 evidenziò alcune influenze di Marcel Gromaire e durante la seconda guerra mondiale organizzò la mostra "Jeune peintres de la tradition française", che anticipò il suo passaggio alla pittura astratta.
Ha preso parte alle mostre documenta 1 nel 1955, documenta 2 nel 1959 e documenta III nel 1964, a Kassel.